# Sheryl Swoopes
Sheryl Denise Swoopes (Brownfield, Texas, 25 de marzo de 1971) es una exjugadora de baloncesto estadounidense. Consiguió 6 medallas con  Estados Unidos en mundiales y Juegos Olímpicos.
El 4 de abril de 2016 fue elegida para ingresar en el Basketball Hall of Fame.